# Collegio elettorale di Fornovo
Il collegio elettorale di Fornovo è stato un collegio elettorale uninominale del Regno di Sardegna. È uno dei dieci collegi elettorali della provincia di Parma creati dopo la temporanea caduta del ducato di Parma. Fu istituito con decreto del luogotenente generale Eugenio di Savoia-Carignano del 19 giugno 1848
Comprendeva i circondari di Fornovo e San Pancrazio.

## Dati elettorali
Nel collegio si svolsero votazioni per le due prime legislature, poi gli austriaci occuparono di nuovo le provincie di Parma e Piacenza. Dopo la seconda guerra d'Indipendenza il territorio entrò a far parte del collegio di Corniglio  del Regno di Sardegna. Con la nascita del Regno d'Italia il collegio fu unito al Langhirano.

### I legislatura
Le votazioni si svolsero in 222 collegi uninominali a doppio turno. Come previsto dal decreto n. 680 del 17 marzo 1848, era eletto al primo turno il candidato che «riunisce in suo favore più del terzo dei voti del total numero dei membri componenti il collegio e più della metà dei suffragi dati dai votanti presenti all'adunanza» (art. 92). Se nessun candidato era eletto, al ballottaggio tra i due candidati con più voti era eletto chi otteneva il maggior numero di voti (art. 93) o, in caso di ugual numero di voti, il maggiore d'età (art. 94).
| Partito                            | Partito                            | Candidato                          | Primo turno 20 luglio 1848 | Primo turno 20 luglio 1848 | Ballottaggio 20 luglio 1848 | Ballottaggio 20 luglio 1848 |
| Partito                            | Partito                            | Candidato                          | Voti                       | %                          | Voti                        | %                           |
| ---------------------------------- | ---------------------------------- | ---------------------------------- | -------------------------- | -------------------------- | --------------------------- | --------------------------- |
|                                    | —                                  | Orlando Garbarini                  | 69                         | 75,00                      | 125                         | 86,21                       |
|                                    | —                                  | Pietro Torrigiani                  | 23                         | 25,00                      | 20                          | 13,79                       |
|                                    |                                    |                                    |                            |                            |                             |                             |
| Iscritti                           | Iscritti                           | Iscritti                           | 252                        | 100,00                     | 252                         | 100,00                      |
| ↳ Votanti (% su iscritti)          | ↳ Votanti (% su iscritti)          | ↳ Votanti (% su iscritti)          | 152                        | 60,32                      | 145                         | 57,54                       |
| ↳ Voti validi (% su votanti)       | ↳ Voti validi (% su votanti)       | ↳ Voti validi (% su votanti)       | 92                         | 60,53                      | 145                         | 100,00                      |
| ↳ Schede non valide (% su votanti) | ↳ Schede non valide (% su votanti) | ↳ Schede non valide (% su votanti) | 60                         | 39,47                      | 0                           | 0,00                        |
| ↳ Astenuti (% su iscritti)         | ↳ Astenuti (% su iscritti)         | ↳ Astenuti (% su iscritti)         | 100                        | 39,68                      | 107                         | 42,46                       |

L'elezione fu annullata il 18 ottobre 1848 perché il ballottaggio era stato svolto nello stesso giorno in cui si era svolto il primo scrutinio.

### II legislatura
Le votazioni si svolsero in 222 collegi uninominali a doppio turno con la stessa normativa precedente (al primo turno un numero di voti maggiore di un terzo degli iscritti).
Benché prevista per 12 febbraio 1849, l'elezione non ebbe luogo.